# در پایان
"در پایان" (به انگلیسی: In The End) نام ترانه‌ای از گروه راک آمریکایی لینکین پارک است. این ترانه به عنوان چهارمین و آخرین تک‌آهنگ و هشتمین قطعهٔ آلبوم نظریه دورگه در ۲۱ نوامبر ۲۰۰۱ منتشر شد. این ترانه از محبوبترین و موفق‌ترین ترانه‌های گروه‌است، رتبه‌های بسیار خوبی را در جدول‌های مختلف بدست آورد و نظرات خوبی را هم از سوی منتقدان گرفت. ریمیکسی از این ترانه به نام "Enth E Nd" در آلبوم "ری-انیمیشن" وجود دارد..

## مفهوم ترانه
مفهوم کلی این ترانه دربارهٔ شکست‌های شخصی است و همچنین نبودن صداقت در روابط نیز از آن برداشت می‌شود. متن این ترانه به کوتاهی عمر و گذر زمان و رسیدن به پایان دنیا اشاره دارد.

## موزیک ویدئو

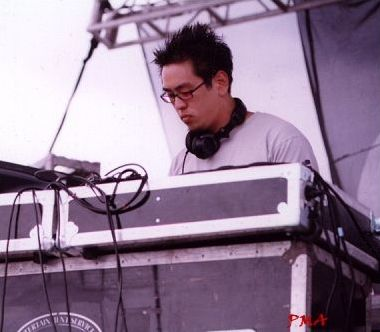
جو هان

موزیک ویدئو این آهنگ توسط ناتان کاکس و جو هان کارگردانی شده و این ویدئو دارای سبک تک و منحصربه‌فرد بود که بعد از آن گروهای دیگر از این کلیپ تقلید کردند. این سومین کلیپی بود که هان برای لینکین پارک ساخت و تا آن زمان در بین کارهای انیمیشنی که کار کرده بود این ویدئو را شاهکار خودش می‌دانست. هان در این مورد می‌گوید: "کسی واقعاً مفهوم این ویدئو را درک نکرد چون این کاری نبود که مشابهش قبلاً انجام شده باشد اما بعد ساخت این ویدئو ویدئوهای مشابه زیادی ساخته شد چون در کار موسیقی تمایلی که عموماً وجود دارد این است که هر کاری موفق شود از روی آن به سرعت کپی‌برداری خواهد شد." ویدئو حالت انیمیشنی دارد، بک گراند ویدئو صحرای کالیفرنیا را نشان می‌دهد و گروه در بالای یک مجسمهٔ غول پیکر در حال اجرا هستند. بالای این مجسمه غول پیکر یک مجسمهٔ سرباز بالدار قرار دارد که همان سرباز روی کاور آلبوم هایبرید تئوری است. مایک شینودا وقتی روی زمین بایر می‌خواند اول فضا گرد و غباری می‌شود و بعد چمن و گیاهان جوانه در اطراف او می‌روید. چستر بنینگتون هم بالای آن مجسمه می‌خواند و جلوی او یک درب ذوزنقه‌ای شکل است. در آخر ویدئو آسمان تیره می‌شود و باران می‌بارد. مجسمه زنده می‌شود و شروع به حرکت می‌کند. سپس باران متوقف می‌شود و دوربین همان زمین بایر اول ویدئو را نشان می‌دهد که دیگر بیابان نیست و سرسبز و زیبا شده‌است. نهنگ عجیبی که در اطراف مجسمه پرواز می‌کند از ایده‌های جو هان بوده. به گفتهٔ او وجود وال در ویدئو بی دلیل صورت نگرفته، ایده قراردادن وال به خاطر حسی هست که در هنگام طراحی ویدئو به او دست داده. چون کل آهنگ در مورد کوتاهی زمان و عمر است این نهنگ هم نماد همان وقت کم و کوتاهی عمر برای جذب چیزهایی از محیط اطراف است. اما در منبع دیگری گفته شده: وال نمایانگر یک دنیای غیرواقعی و خیالی است.
این ویدئو دارای بیش از یک میلیارد نمایش کلی در یوتیوب است
.

## جوایز
برندهٔ جایزهٔ بهترین ویدئو ی بین‌المللی از "ام تی وی برزیل" در سال ۲۰۰۲
برندهٔ جایزهٔ بهترین ویدئوی راک، نامزد جایزهٔ ویدئوی سال، نامزد جایزهٔ بهترین ویدئوی گروهی از "ام تی وی موزیک ویدئو اواردز" در سال ۲۰۰۲

## رتبه در جدول
| جدول (2001-2002)                     | رتبه در جدول |
| ------------------------------------ | ------------ |
| جدول تک‌آهنگ‌های استرالیا              | ۶            |
| جدول تک‌آهنگ‌های بلژیک                 | ۱۲           |
| جدول تک‌آهنگ‌های آلمان                 | ۱۳           |
| جدول تک‌آهنگ‌های ایتالیا               | ۵            |
| جدول ۴۰ تک‌آهنگ برتر هلند             | ۱۱           |
| جدول تک‌آهنگ‌های لهستان                | ۱            |
| جدول تک‌آهنگ‌های سوئد                  | ۳            |
| جدول تک‌آهنگ‌های سوئیس                 | ۲۳           |
| جدول تک‌آهنگ‌های بریتانیا              | ۸            |
| بیلبورد آمریکا - بهترین‌های مین‌استریم | ۳            |
| بیلبورد آمریکا - بهترین‌های الترنتیو  | ۱            |
| بیلبورد آمریکا بیلبورد ۱۰۰           | ۲            |
| بیلبورد آمریکا بهترین‌های پاپ         | ۱            |